# Дебка
Дебка (Досье Дебка) (англ. DEBKAfile; ивр. תיק דבקה‎) — израильский интернет-сайт, специализирующийся в области военной разведки (комментарии и анализ вопросов международного терроризма, разведки, безопасности, обороны и региональной политики) на Ближнем Востоке. Информация обновляется ежедневно четыре раза в сутки. Согласно сайту, его читают в 156 странах, особенно в США (в каждом из штатов), на Ближнем Востоке и в Европе.
Для платных подписчиков раз в неделю выходит обзор «DEBKA-Net-Weekly Newsletter».
Девиз сайта: «Мы начинаем там, где СМИ (уже) остановились».

## История
Сайт начал свою деятельность летом 2000 года и работает из дома ветеранов журналистики Гиоры Шамиса и Дианы Шалем в Иерусалиме.
Гиора Шамис в прошлом пресс-секретарь Института Вейцмана и Еврейского университета в Иерусалиме, работал в авторитетном британском еженедельнике Economist, а также в «Foreign Report». По словам Шамиса, на сайт работают 11 корреспондентов, находящиеся в разных странах мира.

## Достижения
(по)
- В 2002 году журнал (Forbes) отметил «Досье Дебка» как лучший интернет-сайт за его материалы, отметив при этом то, что «сайт не раскрывает свои источники для большей части публикуемой им информации», снижает её значимость[6].
- В 2002 году «Досье Дебка» было среди 4-х финалистов интернет-премия Webby (Оскар для интернет-сайтов) в категории интернет-новостей.
- Среди изданий, регулярно отслеживающих и ссылающихся на публикации Дебки — BBC, USA Today, Time Magazine, Le Monde, Corriere della Sera, Bloomberg (англ.), израильские и российские СМИ и другие.
- Эксперты Дебки выступают на Fox TV и US Public Radio.

## Мнения
Ронен Бергман, журналист газеты «Едиот Ахронот», специализирующийся в области расследований, утверждает, что источники информации Дебки относятся к неоконсервативмому крылу Республиканской партии США, чье мировоззрение он описывает как: «дела плохи и станет только хуже», и что израильские разведывательные службы считают, что надежность представляемой Дебкой информации не превышает даже 10 процентов.
Сайт также критикуют в своих блогах Fabius Maximus (группа авторов) и Михаэль Дорфман..
С другой стороны, руководство сайта утверждает, что 80 процентов публикаций Дебки оказываются достоверными. В качестве примера они приводят своё предсказание атаки 9/11 на здание Всемирного торгового центра в 2000 году, и то, что они задолго до войны в Ливане 2006 года предупреждали, что «Хезболла» обстреляет север Израиля 12 тысячами ракет «Катюша».
Министр иностранных дел Ирана Джавад Зариф высказал недовольство тем, что многие СМИ его страны предпочитают цитировать «бюллетень вашингтонского Белого дома и израильский сайт „Дебка“», а не официальные источники государства.